# Tedua
Tedua, seudónimo de Mario Molinari (Génova, 21 de febrero de 1994), es un cantautor, rapero y actor italiano.
Anteriormente conocido como Incubo o Duate, es uno de los miembros del colectivo musical genovés Wild Bandana, del que también forman parte sus colegas Izi, Vaz Tè, Guesan e Ill Rave. A lo largo de su carrera, ha lanzado tres álbum de estudio, cuatro mixtapes y más de veinte sencillos.

## Biografía

### Primeros años
Nacido en Génova, tuvo una infancia difícil: pasó algunos años en un hogar de acogida en Milán, para luego regresar siendo adolescente a Cogoleto, donde creció, entrando en contacto con aquellos que luego se convertirían en los miembros de Wild Bandana. A través de la escuela, a la edad de 13 años Mario conoció a Vaz Tè, gracias al cual conoció a su compatriota Izi. Los tres, a los que luego se unieron otros chicos, comenzaron a dedicarse a la actividad musical, dándose nombres artísticos: Molinari eligió Incubo, nombre luego abandonado en favor de Duate, luego transformado en Tedua, por riocontra, una jerga milanesa que consiste en pronunciar algunas palabras "al revés", invirtiendo las sílabas. Tedua, al igual que otros artistas con los que ha colaborado, utiliza riocontra en sus letras.

### La trilogíaOrange County(2015-2017)
En 2015 Tedua regresó a Milán y comenzó a escribir algunas canciones que luego fueron recopiladas en el primer mixtape Aspettando Orange County. Lanzado de forma gratuita el 15 de octubre de 2015, el álbum fue producido por Charlie Charles, Sick Luke y Chris Nolan y precedió al mixtape posterior Orange County Mixtape. Lanzado el 30 de junio de 2016, este último contiene 21 temas producidos por los mencionados Charlie Charles, Sick Luke y Chris Nolan y ha visto colaboraciones con artistas como Sfera Ebbasta, Ghali, Rkomi, Izi y Vaz Tè.
El ciclo Orange County se cierra, según afirma el propio Tedua en una entrevista para la revista Sto, con el lanzamiento de su primer álbum de estudio, Orange County California. Lanzado por Universal Music Group el 13 de enero de 2017, es una nueva edición de Orange County Mixtape con la incorporación de seis temas inéditos; Posteriormente, Orange County California fue certificado doble platino por FIMI por más de 100 000 copias vendidas.
Tedua, en una entrevista con Rolling Stone, declaró que el ciclo de mixtapes se inspira en el drama televisivo estadounidense The O. C., ambientado en el condado de Orange: el rapero se identifica con el personaje de Ryan Atwood, un niño inquieto que se mudó de la ciudad de Chino al condado de Orange, como lo hizo Tedua cuando se mudó de Cogoleto a Milán.
En marzo de 2017, apareció, junto con Izi, Rkomi, Sfera Ebbasta y Ghali, como artista invitado en el sencillo Bimbi de Charlie Charles. Tras la colaboración con los artistas de Wild Bandana para el proyecto Amici miei, mixtape lanzado el 9 de mayo de 2017, diez días después Tedua lanzó la canción Wasabi 2.0 (una alusión a la pieza anterior Wasabi Freestyle, incluida en Orange County Mixtape), producida por Chris Nolan, con quien el rapero de Cogoleto inicia una asociación artística. El vídeo musical relacionado estuvo disponible en YouTube el 22 de mayo.

### Mowgli(2017-2019)
El 20 de noviembre de 2017, después de anunciar la intención de lanzar un segundo álbum de estudio, se lanzó el primer sencillo La legge del più forte, seguido el 6 de febrero de 2018 por el segundo sencillo Burnout. El álbum, titulado Mowgli, fue lanzado el 2 de marzo y fue acogido positivamente por la crítica especializada, que reconoció su innovación frente tanto a los sonidos trap de álbumes como Rockstar de Sfera Ebbasta como a los sonidos del hip hop clásico. Apoyado por los sencillos radiales Acqua (malpensandoti) y Vertigini, el álbum también logró un buen éxito en términos de ventas, llegando a la cima de la lista de álbumes FIMI, y posteriormente recibió el Premio Lunezia por su valor musical-literario.
Durante 2018 contribuyó a la creación de canciones como Bro de Ernia y Solletico de Rkomi, además de publicar el sencillo Fashion Week RMX, en colaboración con el rapero francés Sofiane. En 2019 colaboró por primera vez con Fedez en el sencillo Che cazzo ridi, que también contó con la participación del estadounidense Trippie Redd .  Durante el resto de 2019, el sencillo en solitario Elisir se lanzó en exclusiva, antes de la gira promocional de verano Rumble in the Jungle.

### El cicloLa vida verdaderayNo te asustes(2019-2021)
El 14 de enero de 2019, durante el penúltimo concierto del Mowgli Winter Tour celebrado en Florencia, Tedua declaró que casi había completado la producción de su tercer álbum de estudio. El 2 de enero de 2020 publicó en su perfil de Instagram el video de la canción 2020 Freestyle, en el que adelantó el lanzamiento del álbum, originalmente previsto para finales de año. Sin embargo, a raíz de las medidas restrictivas por la pandemia de COVID-19, Tedua declaró que no pudo lanzar su álbum debido a un desacuerdo con el sello discográfico relacionado con la imposibilidad de realizar giras y presentaciones en tiendas.
En junio de 2020, el rapero lanzó los mixtapes Vita vera mixtape y Vita vera mixtape: attesa la Divina Commedia, lanzados con una semana de diferencia. Ambos álbumes cuentan con la participación de varios artistas, como Capo Plaza, Dargen D'Amico, Ghali y Shiva, y lograron un buen éxito comercial, debutando ambos en el primer lugar en el FIMI Album Chart.
En 2021 lanzó el EP Don't Panic, compuesto por siete canciones, y colaboró con Fedez en el sencillo Sapore, incluido en el sexto álbum de Fedez Disumano. Esta última canción alcanzó la segunda posición en la lista de singles italianos.

### Debut cinematográfico yLa Divina Comedia(2022-presente)
En 2022 se encuentra entre los protagonistas del documental La nuova scuola genovese de Claudio Cabona, dirigido por Yuri Dellacasa y Paolo Fossati, que narra el hilo conductor que une a los cantautores ligures con la escena del hip hop establecida desde los años 2000 En el mismo año también apareció en la película de Michele Placido L'ombra di Caravaggio.
El 6 de diciembre de 2022, el rapero regresó a la escena musical con el sencillo Lo-fi for U, producido por Shune y con el que rinde homenaje a sus compañeros raperos que lo acompañaron durante los primeros años de su carrera. El 17 de marzo de 2023 colaboró con Thasup en el sencillo Dimmi che c'è, extraído de la reedición del álbum de Thasup Carattere speciale. En mayo anunció su tercer álbum La Divina Commedia, que fue lanzado el 2 de junio. De ella se extrajo Intro la Divina Commedia como single, lanzado el 30 de mayo junto al track list, que incluye el ya mencionado Lo-fi for U y colaboraciones con varios artistas: Baby Gang y Kid Yugi, Sfera Ebbasta, Salmo y Federica Abbate, Geolier, Lazza, Guè, Marracash, Bnkr44, Rkomi y Bresh.
La Divina Comedia logró un éxito comercial inmediato, debutando en la cima del FIMI Album Chart y siendo certificado cuarto platino al final del año. También durante la primera semana de disponibilidad del álbum, ocho de las dieciséis canciones que contiene ocuparon el top ten del Top Singles (con Hoe, en colaboración con Sfera Ebbasta, en la cima), mientras que las siete canciones inéditas restantes se posicionaron en las primeras treinta posiciones ( Lo-fi for U, que había alcanzado la novena posición en el momento de su lanzamiento, subió hasta la trigésima segunda). Dos semanas después del lanzamiento del álbum, el 16 de junio, Red Light fue enviado a las estaciones de radio italianas como el tercer sencillo. El álbum se promocionó con una serie de conciertos realizados durante el verano, seguidos por una gira completa por pabellones deportivos en otoño, con fechas agotadas.
El 28 de noviembre se publica el inédito Parole vuoti (la solitudine) con Capo Plaza, el primer extracto de la edición Paradiso de La Divina Comedia. Este último, formalmente titulado Paradiso (LDC Deluxe Edition), estuvo disponible el 24 de mayo de 2024. El verano siguiente tuvo lugar otra gira de apoyo al proyecto, el Paradiso Tour, cuya primera parada consistió en una doble fecha en el Hipódromo La Maura de Milán en el marco del festival anual Independent Days. Entre 2023 y 2024 también se unió a varios colegas como artista invitado, entre ellos Sfera Ebbasta en Momenti no y Massimo Pericolo y Kid Yugi respectivamente en los sencillos de radio Straniero y Eva.
Mientras tanto, la colaboración artística con el fotógrafo estadounidense David LaChapelle, autor de las tres portadas realizadas para La Divina Comedia, continúa: Tedua es de hecho elegido como protagonista de la exposición Estaciones de la Cruz de LaChapelle, centrada en el Vía Crucis . 

## Estilo musical
El estilo musical de Tedua se acerca esencialmente al "drill". Desde este punto de vista, los críticos se han expresado de manera heterogénea respecto al estilo de Tedua, a veces expresando satisfacción, a veces desaprobación por la innovación artística del rapero de Cogoleto. Los sonidos del taladro, sin embargo, responden al flujo de conciencia que subyace a la música de Tedua, que es siempre una expresión verbal de sus pensamientos y experiencias de vida.
Tedua ha declarado a menudo que se inspiró estilísticamente en el rapero italiano Dargen D'Amico, de quien heredó la visión de la música como un flujo de conciencia: no por casualidad, el álbum Mowgli contiene una pieza, Acqua (malpensandoti), cuyo estribillo es una repetición de la canción Malpensandoti de D'Amico.
Además del rapero milanés, las fuentes de inspiración musical de Tedua incluyen a Chief Keef y Maino, y también declaró que fue introducido al mundo del hip hop por su madre, quien le dio The Eminem Show, Get Rich or Die Tryin' y Fuego.

## Discografía
- 2017 – Orange County California
- 2018 – Mowgli
- 2023 – La Divina Comedia

## Giras
- 2018-2019 – Gira de Mowgli
- 2023 – Gira de la Divina Comedia
- 2024 – La gira del paraíso

## Filmografía
- Zeta - Una storia hip-hop, dirigida por Cosimo Alemà (2016)
- La nuova scuola genovese, dirigida por Yuri Dellacasa y Paolo Fossati (2022)
- L'ombra di Caravaggio, dirigida por Michele Placido (2022)